# Cingetorix
Cingetorix (actief omstreeks 53 v. C.) was de koning van de Treveri, een Gallische stam die het gebied rond Augusta Treverorum (het huidige Trier) bewoonden. Hij was een bondgenoot van de Romeinen in tegenstelling tot zijn schoonvader, koning Indutiomarus, waarmee hij een opvolgingstrijd uitvocht. Cingetorix werd door Julius Caesar beschreven in zijn werk Commentarii de bello Gallico.

## Gallische Oorlog
Vanaf 55 voor Christus stuurde Caesar een van zijn luitenants, Titus Labienus naar de Treveri om hen te observeren. Koning Indutiomarus trof daarop de eerste voorbereidingen om een mogelijke oorlog aan te gaan en liet de vrouwen en de kinderen verhuizen naar de Ardennen die beschouwd werden als een veiliger oord. Hij begon een leger bestaande uit voettroepen en ruiters te vormen om de te verwachten inval af te slaan.
Tijdens de Gallische Oorlog marcheerde Caesar met vier legioenen (zo'n 15.000 soldaten en 800 ruiters) die op weg waren naar Brittannië in de richting van het gebied van de Treveri. In tegenstelling tot zijn schoonvader Indutiomarus steunde Cingetorix de Romeinen waarop een grote rivaliteit ontstond tussen de twee. Omdat het merendeel van de leiders van de Treveri de kant van Cingetorix koos, bond de vorst in en onderwierp zich aan Caesar in de hoop om zijn positie te kunnen handhaven. Caesar accepteerde de onderwerping en vergenoegde zich ermee om 200 gijzelaars, waaronder verscheidene familieleden van de vorst, mee te nemen. De Romeinse veldheer sprak echter zijn steun uit voor Cingetorix als leider van de Treveri.
Indutiomarus, die veel aan macht ingeboet had, werd een steeds grotere vijand van de Romeinen en wachtte op een gunstig ogenblik om weerwraak te nemen. Hij verklaarde de oorlog aan zijn schoonzoon Cingetorix en sloeg zijn eigendommen aan. Indutiomarus viel in 53 voor Christus met zijn troepen het kwartier van Labienus aan en omsingelde het Romeinse kamp. Hij werd bij verrassing gedood en de Treveri werden samen met hun bondgenoten verslagen waarop zij zich onderwierpen aan Caesar. Cingetorix werd hun nieuwe koning. Hierop keerde de rust terug in het gebied.